# Rayfoun
Rayfoun (en árabe ريفون) es un municipio del Líbano, se encuentra en el distrito de Kesrouane, en la gobernación del Monte Líbano una de las 8 gobernaciones del Líbano. Se encuentra a 28 kilómetros de distancia de Beirut la capital del Líbano. Se encuentra a 1050 metros sobre el nivel del mar, su superficie es de 189 hectáreas (1,89 km²). El municipio tiene un consejo municipal elegido por 6 años, tiene independencia administrativa y financiera, pero sigue bajo el control y supervisión del gobierno central. No existe ningún hospital y se estima que tiene 1.315 habitantes.

## Demografía
Los habitantes de Rayfoun son predominantemente maronitas. Rayfoun es la ciudad natal del patriarca maronita Nasrallah Boutros Sfeir y el líder campesino de la era otomana Tanyus Shahin.